# Вбивство у Білому домі
«Вбивство у Білому домі» (англ. Murder at 1600) — політичний трилер/детектив 1997 року від режисера Двайта Х. Літтла. У головних ролях — Веслі Снайпс, Даян Лейн, Алан Алда, Ронні Кокс, Денніс Міллер та Деніел Бензалі. Прем'єра стрічки відбулася 18 квітня 1997 року.
При бюджеті в 40 мільйонів доларів фільму вдалося зібрати трохи більше 25 млн в прокаті США.

## Сюжет
Адміністрація діючого президента США Джека Ніла перебуває під тиском, оскільки в Північній Кореї в якості полонених перебуває група американських солдат. Громадскість вимагає від лідера країни, щоб він вжив всіх необхідних заходів задля повернення військових, проте той повільно веде перемовини та не бажає діяти з позиції сили.
Тим часом у Білому домі відбувається вбивство. Секретар Карла Таун знайдена мертвою. В зв'язку з цим радник з питань національної безпеки Елвін Джордан залучає до розслідування детектива Харлана Реджіса. Допомагати йому буде агент секретної служби Ніна Ченс. Однак з перших хвилин в Білому домі Харлан розуміє, що йому буде вкрай важко виконувати свою роботу. Передусім це пов'язано з тим, що керівник служби безпеки Нік Спайкінг не дає доступу до всіх необхідних матеріалів у справі. Більше того, на питання Реджіса про кількість людей в будівлі на момент злочину він отримує спочатку одну відповідь, а пізніше від Ніни зовсім іншу. Таким чином Харлан усвідомлює, що секретна служба намагається приховати важливу інформацію. При цьому зовсім скоро з'являється перший підозрюваний у вбивстві Карли. Ним виявляється один з прибиральників, а всі докази його причетності виявляють люди Спайкінга. Однак Харлан розуміє, що заарештований не має відношення до смерті секретарки.
Пізніше в квартиру Реджіса проникає невідомий, після чого детектив виявляє прослуховувальний пристрій. Він розуміє, що за всіма його діями пильнують секретні агенти. Однак йому вдається знайти зачіпку щодо кола осіб, з якими спілкувалася Карла. Доволі неочікувано детектив дізнається, що загибла мала тісні стосунки з сином президента Кайлом Нілом. Після цього Харлан розуміє дії Спайкінга, оскільки той скоріше за все намагається захистити родину президента. Втім, Реджіс досі не може збагнути мотив вбивства. Тому він намагається влаштувати зустріч з Кайлом, щоб той у всьому зізнався…

## У ролях
- Веслі Снайпс — детектив Харлан Реджіс;
- Даян Лейн — агент Ніна Ченс;
- Алан Алда — радник з питань національної безпеки Джордан;
- Деніел Бензалі — керівник служби безпеки Спайкінг;
- Ронні Кокс — президент США Джек Ніл;
- Тейт Донован — син президента Кайл;
- Денніс Міллер — детектив Стенджел.